# Rubban
Rubban är ett naturreservat i Tranås kommun i Jönköpings län.
Området är naturskyddat sedan 2018 och är 80 hektar stort. Reservatet består av naturskogsartad barrblandskog, ädellövskog och  hällmarkstallskog